# Georg Friedrich Strass

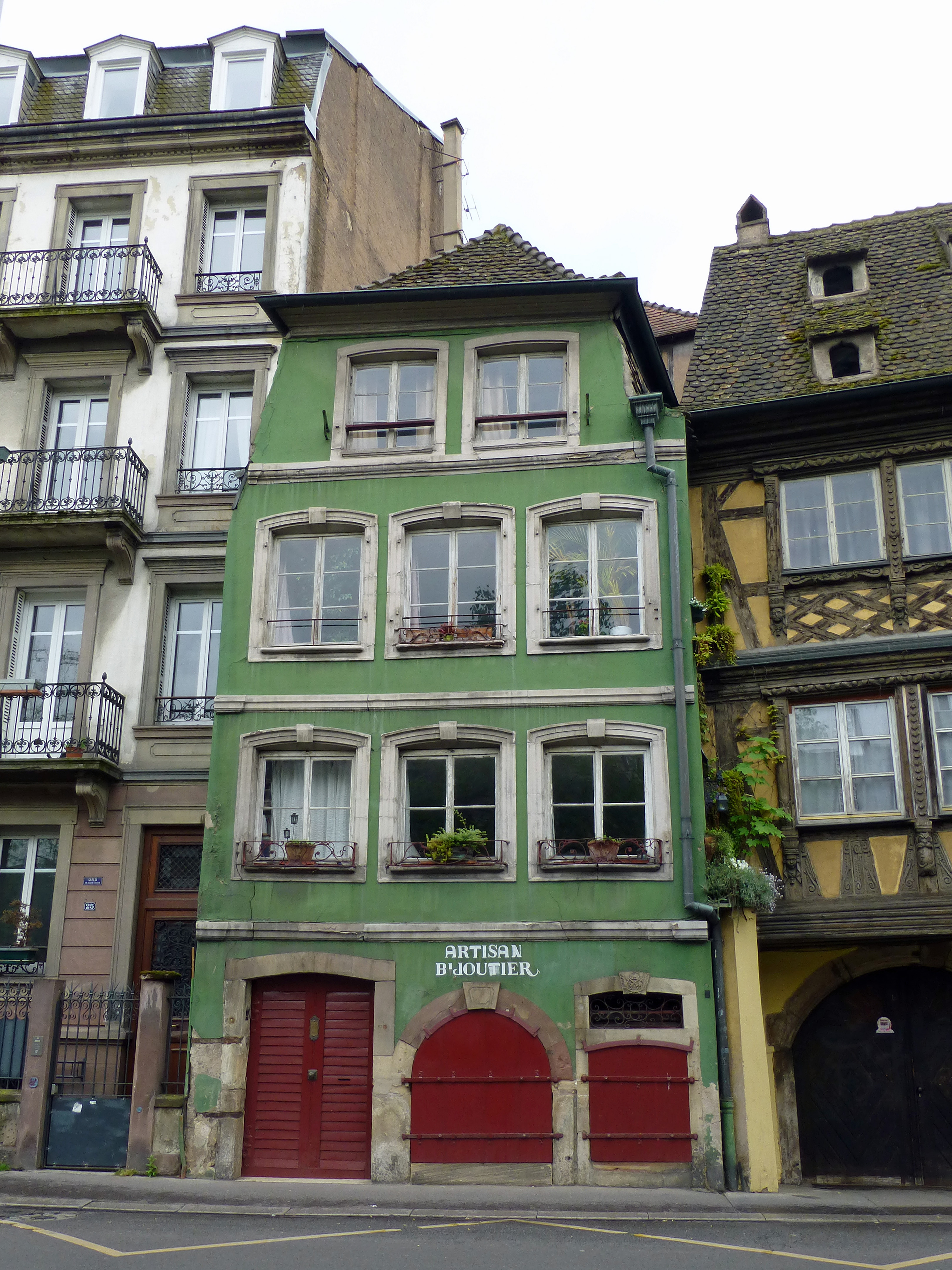
Huis van Abraham Spachop, Quai des Bateliers 24 in Straatsburg, waar de jonge Strass van 1714 tot 1724 in de leer was

Georg Friedrich Strass, (Wolfisheim bij Straatsburg, 29 mei 1701 – Parijs, 22 december 1773), in de tweetalige Elzas ook Georges Frédéric Stras(s) genoemd, heeft zich beziggehouden met het fabriceren van imitatie-edelstenen en juwelen.
Strass ontdekte een procedé om imitatiediamanten te fabriceren op basis van glas, die naar hem stras genoemd worden.
De geslepen stukjes glas waren een sensatie en werden simili genoemd. De vraag was zo groot dat Strass, die zich na 1734 "Juwelier des Konings" mocht noemen, in 1730 een eigen fabriek opende.
Wanneer er zilver- of gekleurde folie achter de stras werd geplaatst (de zettingen van sieraden waren toen gesloten) nam de schittering nog toe. Later werden de "stenen" op de achterzijde van een kwiklaag voorzien die daarop, net als bij een spiegel, door verdamping werd vastgehecht.
Strass werd compagnon in de juwelierszaak van Madame Prévot. Aan het hof van Lodewijk XV van Frankrijk waren zijn simili zo populair dat Strass in 1753 kon gaan rentenieren.